# Cali
Santiago de Cali o semplicemente Cali è una città della Colombia, terza per numero di abitanti, capoluogo del dipartimento di Valle del Cauca ed è il principale centro economico, industriale e finanziario del sud-ovest della Colombia; situata nella regione Sur del Valle del Cauca, si trova tra la cordigliera occidentale e quella centrale delle Ande.

## Geografia fisica

### Territorio

Corregimiento

Comuni

È la terza città colombiana ed ha una popolazione di circa 2,5 milioni di abitanti, ad un'altitudine di 1000 msm ca. Il centro della città è diviso in due dal Rio Cali. Il cuore dell'abitato è nella parte sud, e presenta una pianta a scacchiera, al cui centro c'è la Plaza de Caycedo. A nord del fiume si estende la parte nuova della città, la cui arteria principale è l'Avenida Sexta. Il quartiere è moderno, con centri commerciali e negozi alla moda con buoni ristoranti.
Santiago de Cali si trova in una valle. La città è completamente circondata da montagne a ovest, Farallones de Cali sono il più vicino alla città. La parte orientale della città è delimitata dal fiume Cauca, Nord e Sud sono entrambi pianure estese, nel primo è possibile trovare la città industriale di Yumbo parte dell'area metropolitana di Cali, a sud si trova Jamundí, anche parte di l'area metropolitana. La città è prevalentemente pianeggiante, ma ci sono aree per lo più ad ovest che sono montagnose, come San Antonio e La Loma de la Cruz, entrambi sono siti turistici. Ci sono diversi fiumi che scendono dalla catena montuosa occidentale e vuota nel fiume Cauca quei fiumi attraversano l'area metropolitana di Cali. Nella parte occidentale della città il fiume Aguacatal getta nel fiume Cali, che prosegue verso il fiume Cauca. Nel sud i fiumi Cañaveralejo, Lili, e Meléndez flusso nel canale di CVC sud che sfocia anche nel fiume Cauca. Più a sud, le rive del fiume Pance sono un luogo popolare per la ricreazione e il tempo libero.

### Clima
Cali ha un clima della savana tropicale. La Cordigliera occidentale blocca i fronti d'aria umidi che arrivano dall'Oceano Pacifico, anche se la brezza marina arriva comunque in città. La Cordigliera occidentale ha un'altitudine media di 2.000 metri verso il nord della città e raggiunge i 4.000 m a sud, e questo fa sì che nella regione sud-occidentale della città il clima sia meno piovoso che a nord-ovest. La temperatura media è di 23,1 °C (73,6 °F) con una media minima di 15 °C (66 °F) e una media massima di 32 °C (86 °F), con un massimo assoluto di 36 °C e minima di 13 °C. La stagione secca va da dicembre a febbraio e da luglio a agosto e la stagione delle piogge da marzo a maggio e da settembre a novembre.
La temperatura più alta mai registrata a Cali fu di 39 °C il 16 agosto 1979 e la più bassa di 14 °C il 18 giugno dello stesso anno.
| Dati meteo                   | Mesi | Mesi | Mesi | Mesi | Mesi | Mesi | Mesi | Mesi | Mesi | Mesi | Mesi | Mesi | Anno  |
| Dati meteo                   | Gen  | Feb  | Mar  | Apr  | Mag  | Giu  | Lug  | Ago  | Set  | Ott  | Nov  | Dic  | Anno  |
| ---------------------------- | ---- | ---- | ---- | ---- | ---- | ---- | ---- | ---- | ---- | ---- | ---- | ---- | ----- |
| T. max. media (°C)           | 32,1 | 32,1 | 32,7 | 32,0 | 31,4 | 31,9 | 32,5 | 33,0 | 32,5 | 31,5 | 30,9 | 31,2 | 32,0  |
| T. media (°C)                | 23,9 | 23,9 | 24,2 | 23,8 | 23,6 | 23,8 | 23,9 | 24,0 | 23,8 | 23,2 | 23,2 | 23,4 | 23,7  |
| T. min. media (°C)           | 16,7 | 16,9 | 17,0 | 16,9 | 17,2 | 16,8 | 15,4 | 15,6 | 16,5 | 16,4 | 16,7 | 16,5 | 16,6  |
| Precipitazioni (mm)          | 48   | 61   | 103  | 123  | 97   | 55   | 28   | 46   | 69   | 115  | 99   | 65   | 909   |
| Giorni di pioggia            | 9    | 10   | 12   | 15   | 15   | 10   | 8    | 9    | 11   | 17   | 14   | 11   | 141   |
| Ore di soleggiamento mensili | 183  | 156  | 167  | 139  | 147  | 153  | 190  | 175  | 157  | 151  | 154  | 170  | 1 942 |

## Storia

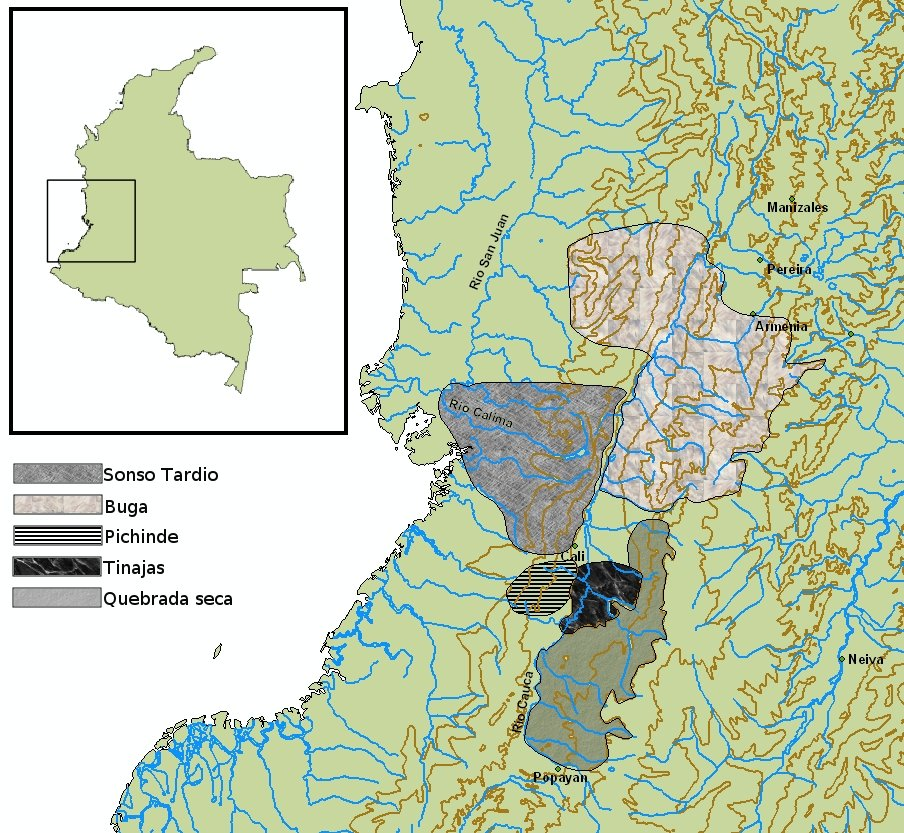
Culture precolombiane nell'area

Cali è una delle città più antiche della Colombia e del continente americano.
Fu fondata ufficialmente da Sebastián de Belalcázar, uno dei luogotenenti di Francisco Pizarro, nel 1536, tre anni dopo la fondazione di Cartagena de Indias e due anni prima di Bogotà.
All'arrivo degli spagnoli la valle era abitata da tribù indigene calima. 
Nonostante l'opposizione degli indios, fu fondato un insediamento chiamato Santiago de Cali, in seguito Cali.

### Epoca precolombiana
Cali e in generale tutta la regione inter-andina costituirono un'area interessante nell'ambito archeologico dell'epoca precolombiana. Nei pressi di Cali sono stati rinvenute vestigia archeologiche della Cultura Calima, appartenente alla famiglia linguistica del caribe.

### Conquista
Nel 1534 Sebastián de Belalcázar fonda Quito seguendo l'ordine del suo capitano Francisco Pizarro. Dopo qualche tempo, fonda la città di Popayán. La conquista dell'impero inca non è stata dura, nemmeno quella delle popolazioni amerindie si rivelò ardua: quest'ultime infatti essendo divise in tribù non lottarono insieme contro il nemico comune. La battaglia definitiva si svolse nel 1536.

### Fondazione
Il 25 luglio 1536 Sebastián de Belalcázar fondò una città al nord del fiume Cauca, con il nome di Santiago de Cali.
Fino al XVIII secolo, il territorio di Cali era occupato da fattorie e la città si estendeva fino al fiume. Le fattorie erano proprietà della classe spagnola, in stile coloniale con numerosi schiavi usati nelle piantagioni di Canna da zucchero. Cali, da sempre, occupava una posizione strategica per il commercio: era difatti un posto chiave tra l'Antioquia e Popayán.

## Cultura

### Istruzione
Nella città di Cali sono presenti: l'università privata di Icesi, la Pontificia Università Javeriana, l'università autonoma di Occidente, l'università San Buenaventura, la pubblica Università del Valle, l'università privata Santiago de Cali e altre istituzioni sia pubbliche sia private.

## Economia

### Turismo

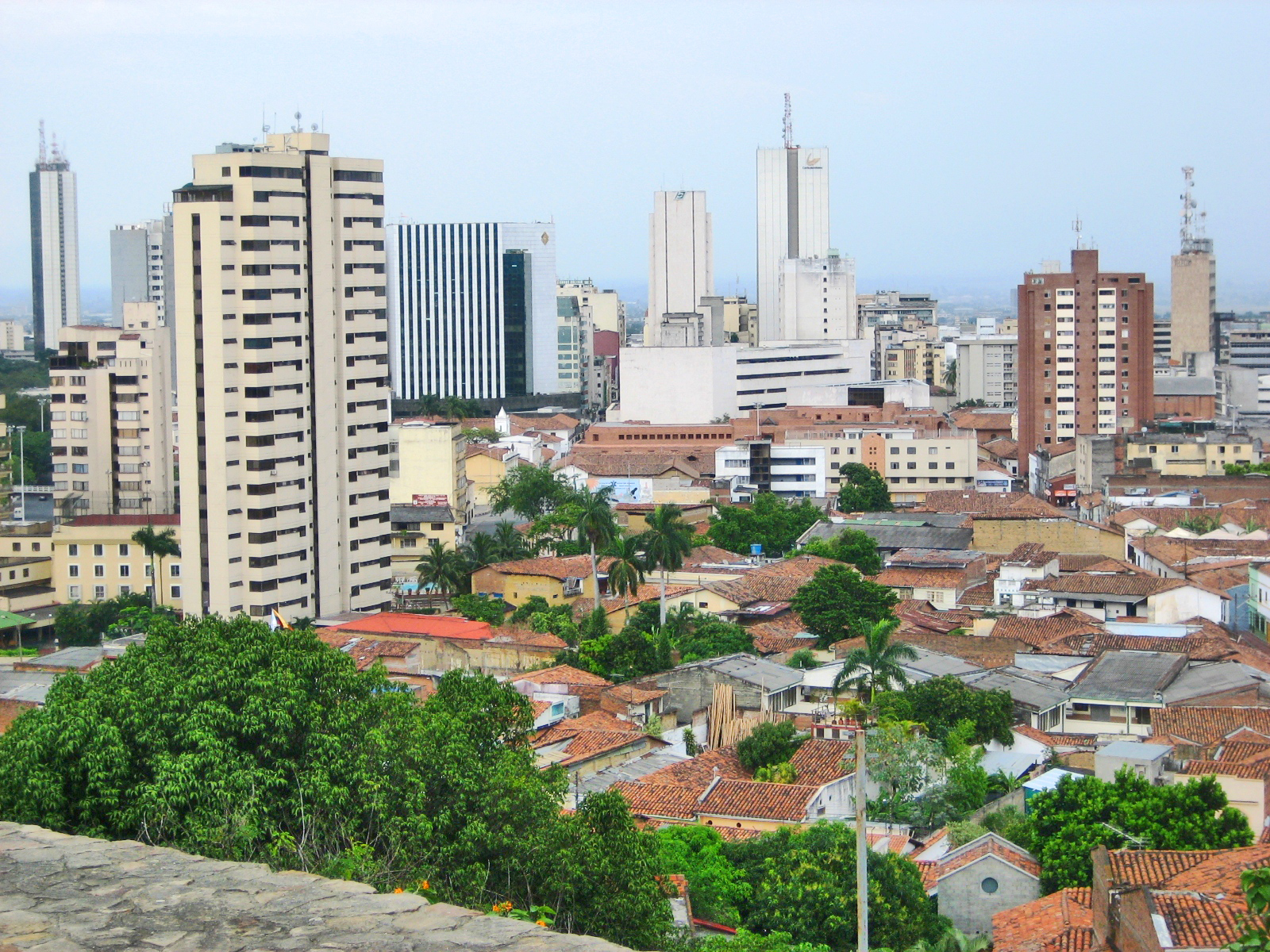
Panoramica

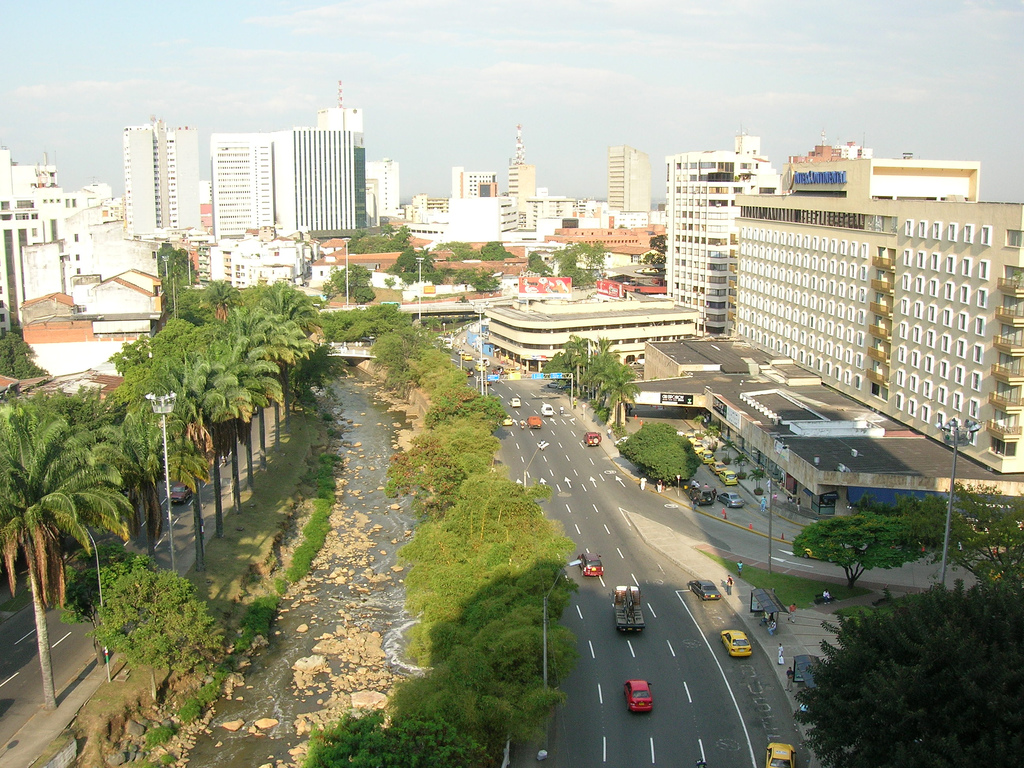
Avenida Colombia e Río Calì

Cali è il principale centro commerciale, industriale ed agricolo del sud-ovest della Colombia. 
Da visitare:
- il Museo Archeologico "La Merced", la cui sede è nell'ex convento la Merced, l'edificio più antico di Cali
- il Museo dell'Arte Coloniale "La Merced", nelle cui vicinanze si trovano il museo dell'Oro ed il museo d'arte moderna "La Tertulla"

Da citare le chiese, fra le quali la più antica è l'Iglesia de la Merced, in stile barocco, la cui costruzione ebbe inizio nel 1545. A fianco del Rio Cali, nei giardini, si trovano l'Iglesia de la Ermita, costruzione neogotica, l'Iglesia di San Francisco in stile neoclassico e la piccola Iglesia di San Antonio in cima all'omonima collina, costruita attorno al 1700.
Da tenere presente, infine, lo zoo che si trova nel sobborgo di Santa Teresita e il Teatro Experimental e Municipal.

## Infrastrutture e trasporti
La città è servita dall'Aeroporto di Cali-Alfonso Bonilla Aragón (CLO), situato a Palmira, all'interno dell'area metropolitana di Cali. Lo scalo permette di collegare la città con altri scali aeroportuali nazionali ed esteri.

## Amministrazione

### Gemellaggi
- Amsterdam
- Atene
- Brighton
- Guadalajara
- Guayaquil
- Lima
- Medellín
- Miami
- Monte Carlo
- Montréal
- Naguanagua
- Orlando
- Palos de la Frontera
- Praga
- Quito
- Stoccolma